# Ophrys montis-angeli
Ophrys montis-angeli är en orkidéart som beskrevs av Othmar Danesch och Edeltraud Danesch. Ophrys montis-angeli ingår i ofryssläktet, och familjen orkidéer.
Artens utbredningsområde är Italien. Inga underarter finns listade i Catalogue of Life.